# Takao Maru (1863)
El Takao Maru (高雄丸?) o Kaiten II (第二回天, Daini Kaiten?) fue un vapor a hélice de la armada del Bakufu durante la guerra Boshin de 1868-1869. Había sido incautado de la armada del dominio de Akita.  

## Antecedentes
Fue construido en Nueva York con el nombre de USRC Ashuelot, se trataba de un cúter a vapor con hélice de la clase Pawtuxet para la Revenue Marine de los Estados Unidos (la futura Guardia Costera) durante la guerra de Secesión norteamericana. Fue adquirido por el dominio de Akita el 20 de junio de 1867 a J.C. Fuller por 28.300 dólares y rebautizado como Takao Maru.
Tajima Keizō, su capitán, ignorante de que Hakodate estaba en manos de la república de Ezo (un efímero estado creado por los partidarios del shogunato Tokugawa) fondeó el buque en su puerto el 27 de octubre de 1868, donde fue aprehendido por Enomoto Takeaki y rebautizado como Kaiten II. 

## Batalla de la bahía de Miyako
Tres buques de guerra del Bakufu fueron destacados para realizar un ataque sorpresa contra las fuerzas imperiales en la bahía de Miyako el 6 de mayo de 1869. Durante la batalla Eugène Collache, un oficial naval francés, fue puesto al mando del Kaiten II (ex Takao). A bordo iban 40 marineros y 30 samuráis. Los otros dos buques eran el Kaiten Maru y el Banryū.
Los barcos se tropezaron con malas condiciones meteorológicas, a resultas de ello el Kaiten II sufrió problemas en el motor y el Banryū se separó del grupo. El Banryū, finalmente, volvió a Hokkaidō sin participar en el combate. Para lograr la sorpresa, se planeó que el Kaiten entraría en la bahía de Miyako bajo pabellón norteamericano. Incapaz de desarrollar más de 3 nudos debido a los problemas con el motor, el Kaiten II lo seguía por detrás, de modo que el Kaiten fue el primero en entablar combate. Tras aproximarse a los buques enemigos, izó la bandera del Bakufu segundos antes de abordar al Kōtetsu (el primer buque acorazado japonés). El Kōtetsu consiguió rechazar el abordaje con el concurso de una ametralladora Gatling, que causó enormes pérdidas a los atacantes. El Kaiten, perseguido por la armada imperial, escapaba de la bahía de Miyako justo en el momento en el que el Takao entraba en ella. El Kaiten logró huir, pero el Kaiten II fue incapaz de evadir a sus perseguidores y, para evitar que cayera en manos de sus enemigos, la tripulación inició un incendio que, finalmente, hizo explotar al buque.
Collache fue capturado, encarcelado, juzgado y condenado a muerte, pero fue finalmente perdonado. Cuando terminó el conflicto fue enviado a Tokio, donde se reunió con Jules Brunet y, más tarde, regresó a Francia.